# Kto powiedział „miał”?
Kto powiedział „miał”? (ros. Кто сказал «мяу»?) – radziecki krótkometrażowy film lalkowy z 1962 roku w reżyserii Władimira Diegtiariowa oparty na podstawie bajki Władimira Sutiejewa o tym samym tytule.

## Obsada (głosy)
- Rina Zielona jako szczeniak
- Aleksiej Kielbierier jako kogut
- Jurij Chrżanowski jako żaba
- Aleksandr Baranow jako pies

## Nagrody
- 1963 - Nagroda dla najlepszego filmu dla dzieci na Międzynarodowym Festiwalu Filmów Animowanych w Annecy (Francja)[2]